# Proprioseiulus
Proprioseiulus es un género de ácaros perteneciente a la familia  Phytoseiidae.

## Especies
El género contiene las siguientes especies:
- Proprioseiulus darwinensis (Schicha, 1987)
- Proprioseiulus paxi (Muma, 1965)
- Proprioseiulus sandersi (Chant, 1959)